# Feles
Feles (889-880 a. C.) fue un rey de Tiro, y el último de los cuatro hermanos usurpadores que mantuvieron el reino. La única información disponible sobre él proviene de la cita de Flavio Josefo del historiador Menandro de Éfeso, en Contra Apión i.18. Aquí se dice que Feles mató a su hermano, Astarimo, y entonces «tomó el reino y reinó tan sólo ocho meses, aunque vivió cincuenta años; fue asesinado por Itobaal, sacerdote de Astarté». Él y los tres reyes precedentes eran hermanos, hijos de la nodriza de Abdastarto, según Menandro.
Las fechas dadas aquí concuerdan con el trabajo de Frank Cross y otros estudiosos, que toman el año 825 a.  C. como la fecha en que Dido huyó de su hermano, Pigmalión, después de lo cual fundó la ciudad de Cartago en 814 a.  C.